# Pilar del Prado
Pilar del Prado es un barrio perteneciente al distrito de Campanillas de la ciudad andaluza de Málaga, España. Según la delimitación oficial del ayuntamiento, limita al norte con el barrio de Oliveros; al sureste, con el barrio de Vallejo; y al sur, con el polígono industrial Pilar del Prado. Al este se alzan las estribaciones de los Montes de Málaga y al este, el cauce del río Campanillas, que lo sperana de los barrio de El Brillante y El Prado.

## Transporte
En autobús queda conectado mediante las siguientes líneas de la EMT: 
| Línea | Trayecto                         | Recorrido | Frecuencia    |
| ----- | -------------------------------- | --------- | ------------- |
| 25    | Paseo del Parque - Santa Rosalía | Recorrido | 13-17 minutos |
| 281   | Santa Águeda - Los Núñez         | Recorrido | 85 minutos    |

1Desde el 16 de junio de 2007, la Línea 28 está dirigida temporalmente por el Consorcio de Transportes de Málaga a través de la línea M-150. El coste y los horarios no han variado.